# Katherine Perry (actrice)
Pour les articles homonymes, voir Katherine Perry.
Katherine Perry, née le 5 janvier 1897 à New York, morte le 14 octobre 1989 à Woodland Hills, Los Angeles aux États-Unis, est une actrice américaine du théâtre et du cinéma américain. Elle apparaît dans 36 films, entre 1920 et 1936
Elle est la seconde épouse de l'acteur américain, Owen Moore.

## Filmographie
- 1920 : Sooner or Later
- 1921 : The Chicken in the Case
- 1921 : A Divorce of Convenience
- 1921 : The Last Door
- 1921 : Why Girls Leave Home (en)
- 1922 : Reported Missing
- 1922 : Love Is an Awful Thing
- 1923 : La Rue des vipères (titre original : Main Street)
- 1923 : Fools and Riches
- 1925 : Wings of Youth
- 1925 : A Business Engagement
- 1925 : All Abroad
- 1925 : The Peacemakers
- 1926 : His Own Lawyer
- 1926 : The First Year
- 1926 : A Woman of Letters
- 1926 : Moving Day
- 1926 : Le Diable par la queue (Early to Wed) de Frank Borzage
- 1926 : Too Many Relations
- 1926 : The Family Picnic
- 1926 : Easy Payments
- 1926 : Womanpower
- 1926 : Not to Be Trusted
- 1926 : Back to Mother
- 1927 : An Old Flame
- 1927 : Just a Husband
- 1927 : Non ! Pas possible ? (Is Zat So?) de Alfred E. Green
- 1927 : Rumors for Rent
- 1927 : Her Silent Wow
- 1927 : Blood Will Tell (en)
- 1927 : Husbands for Rent
- 1929 : Le Dernier Voyage (Side Street) de Malcolm St. Clair
- 1932 : Tête brûlée (titre original : Air Mail)
- 1932 : Call Her Savage
- 1936 : One Rainy Afternoon
- 1936 : Mon homme Godfrey (titre original : My Man Godfrey)
- 1936 : 15 Maiden Lane (en)

## Galerie

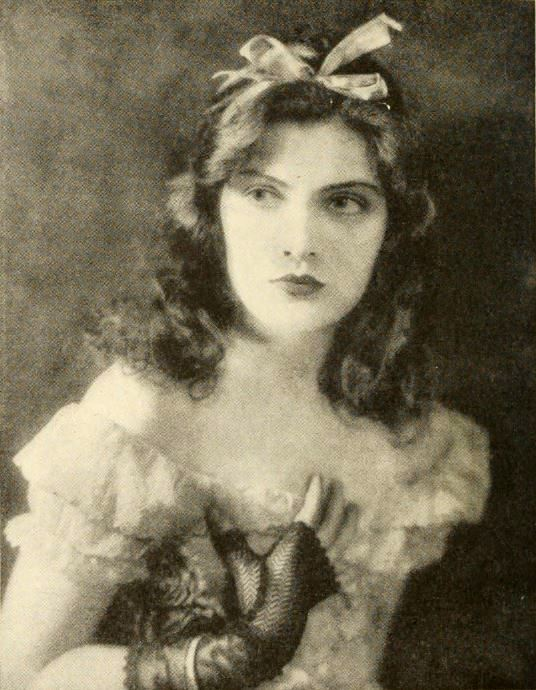
Katherine Perry en 1921
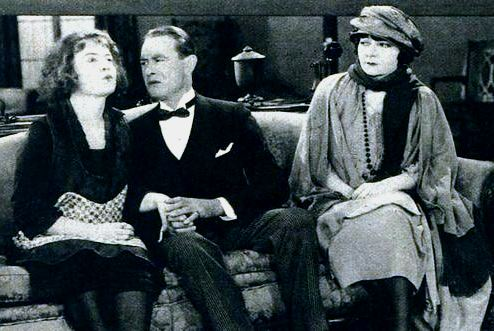
En 1922
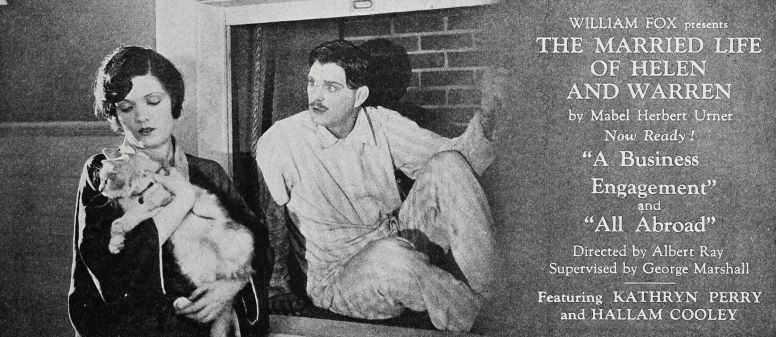
Katherine Perry et Hallam Colley en 1925.

## Source de la traduction
- (en) Cet article est partiellement ou en totalité issu de l’article de Wikipédia en anglais intitulé « Katherine Perry » (voir la liste des auteurs).